# Chinamax
Chinamax je velikostni razred transportnih ladij, ki lahko polno naložene še delujejo v nekaterih kitajskih pristaniščih. Ugrez je največ 24 metrov, širina 65 metrov in dolžina 360 metrov. Nosilnost je okrog 380 000–400 000 metričnih ton.
Dimenzije in kapaciteta Chinamax je skoraj identična razredu Valemax. Ime Chinamax se uporablja predvsem zaradi kitajskih pristanišč, ki imajo veliko prometa z železovo rudo.
Chinamax ladje so prevelike za Panamski prekop.